# Montia fontana
Espèce
Classification APG III (2009)
Statut de conservation UICN

 LC  : Préoccupation mineure
La Montie des fontaines (Montia fontana) est une plante vivace ou bisannuelle de la famille des Portulacaceae selon la classification classique ou des Montiaceae selon la classification phylogénétique et du genre Montia. Principalement montagnarde, elle est propre aux biotopes humides et acides d'Europe.

## Description

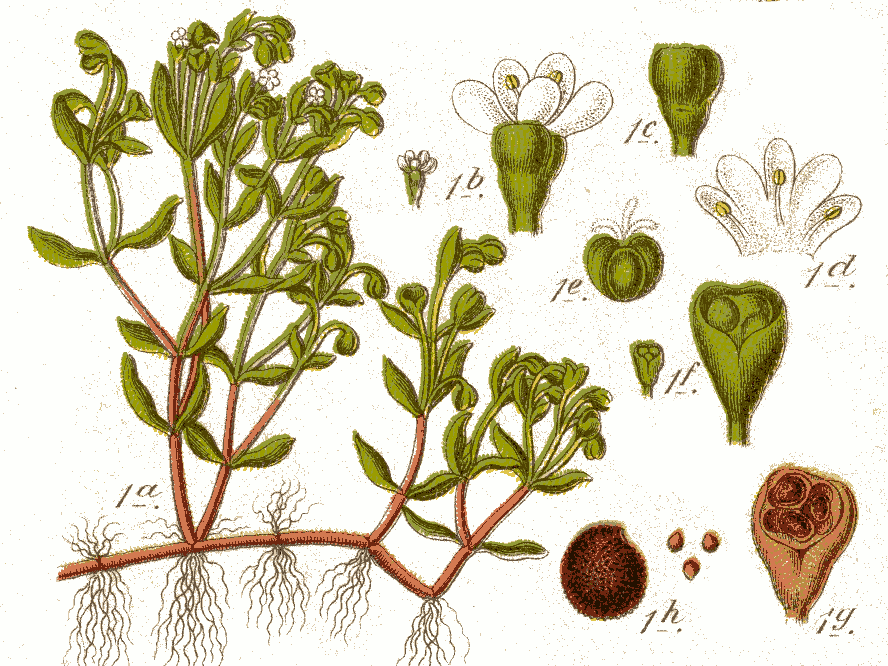
Montie des fontaines, schéma botanique

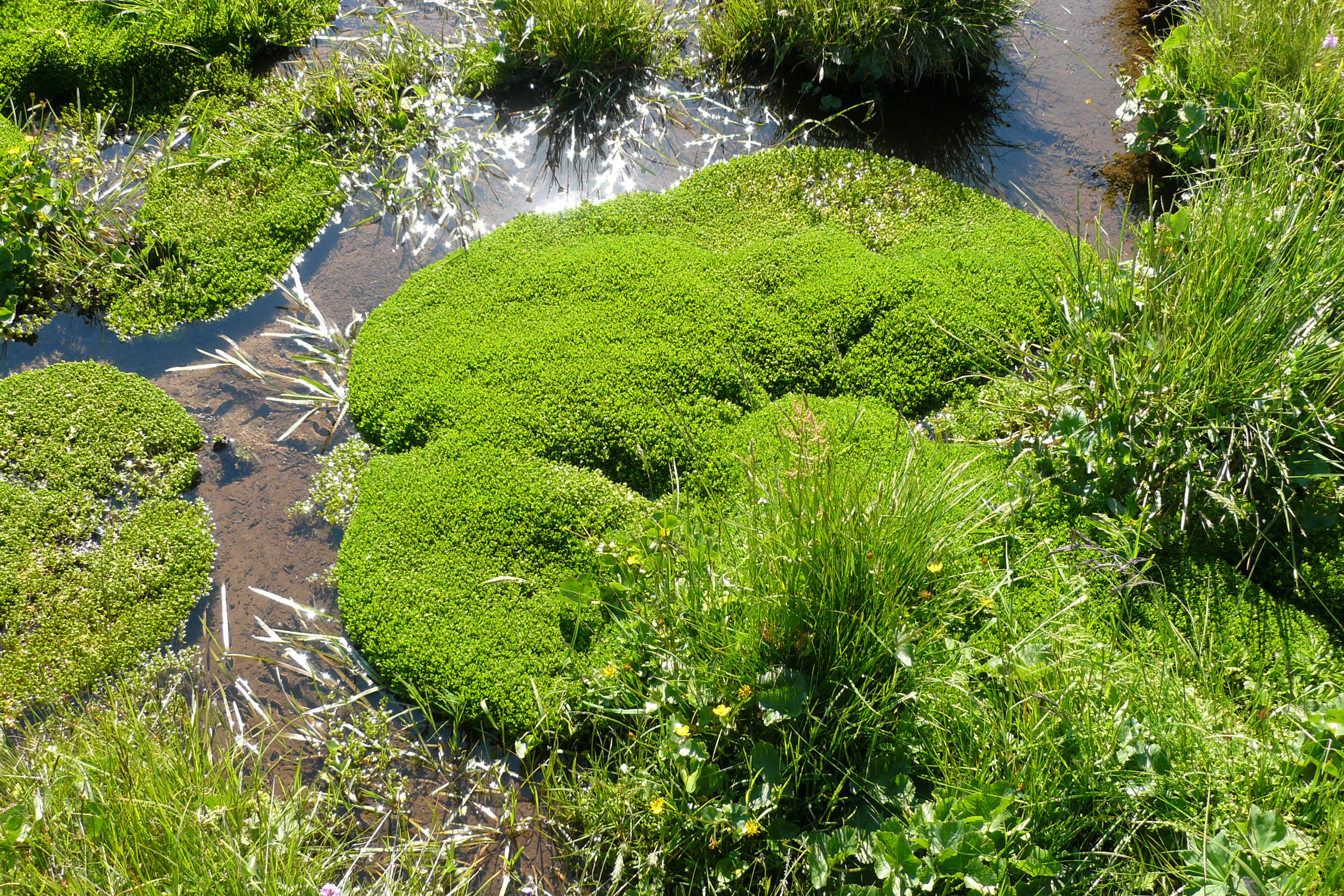
Montie des fontaine (Montia fontana subsp. fontana), tapis serrés

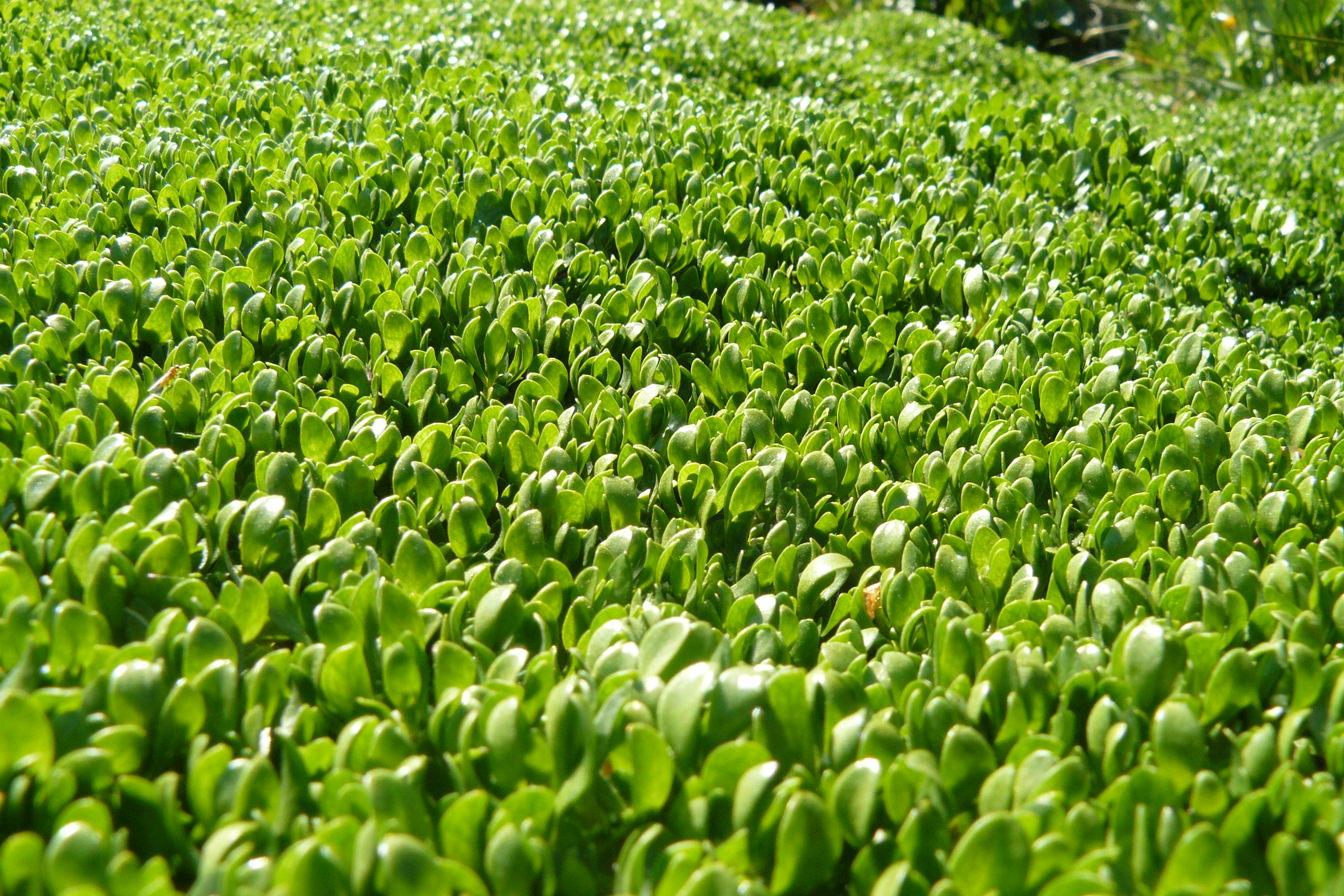
Montie des fontaine (Montia fontana subsp. fontana), feuilles

Plante de 10 à 30 cm et d'un vert clair, elle forme des tapis serrés et flottants dans les eaux profondes. Ses nombreuses tiges allongées sont tout d'abord molles et couchées puis se redressent une fois qu'elles produisent des radicelles stabilisatrices à proximité de la racine principale (plante radicante). Les feuilles quant à elles sont spatulées à obtuses. Les fleurs se développent à la cime, latéralement par rapport à la tige et naissent d'un nœud muni de deux feuilles opposées et égales. Enfin, les graines sont des capsules finement ponctuées d'un noir brillant. Pollinisées par autogamie, ses graines sont disséminées par gravité, et se déplacent donc avec les courants aquatiques (plante barochore).

## Taxonomie
Sous-espèces
- Montia fontana subsp. amporitana (Sennen, 1911)
- Montia fontana subsp. chondrosperma  (Walters, 1953)
- Montia fontana subsp. fontana (Maas, 1959)
- Montia fontana subsp. variabilis (Walters, 1953)

## Écologie
Montia fontana est présente dans toute l'Europe et principalement en Europe centrale et nordique. En France, elle est présente sur la totalité du territoire métropolitain, y compris en Corse.
La montie des fontaines est héliophile et acidophile et se développe dans les ruisseaux, sources et fossés, sur terrain siliceux et principalement en montagne.

## Usage
À l'instar du cresson de fontaine (Nasturtium officinale), les parties émergées de la plante sont comestibles.